# ビントアナト
ビントアナト（Bintanath）またはベントアナト（Bentanath）は、エジプトのファラオであるラムセス2世の長女で、後の王の正妻。ビントアナトは父親であるラムセス2世と結婚し、彼との間に娘を儲けた。名前の意味は「女神アナトの娘」。